# 辛戈爾德河
48°20′39″N 10°51′52.6″E / 48.34417°N 10.864611°E
辛戈爾德河（德語：Singold），是德國的河流，位於該國東南部，由巴伐利亞負責管轄，處於上阿爾高縣，屬於韋爾塔赫河的支流，河道全長51公里，流域面積198平方公里。